# Eruguera blava
L'eruguera blava (Cyanograucalus azureus) és una espècie d'ocell de la família dels campefàgids (Campephagidae) i única espècie del gènere Cyanograucalus (Hartlaub, 1861).
Habita els boscos de Sierra Leone, Libèria, Costa d'Ivori, Ghana, Togo, Nigèria, Burkina Faso, sud de Camerun, sud-oest de la República Centreafricana, nord, nord-est, sud-oest, centre i est de la República Democràtica del Congo, cap al sud a Guinea Equatorial, el Gabon, República del Congo, Cabinda i sud-oest d'Uganda.